# Because I Love It
Because I Love It je třetí studiové album americké R&B zpěvačky Amerie, které vyšlo v roce 2007.
Amerie na albu pracovala dva roky a původní vydání bylo plánováno na podzim roku 2006 a deska se původně jmenovala None of the Above.
Album bylo ale nakonec vydáno 14. května 2007 ve Velké Británii a 21. srpna v USA. Album ale už 5. května kolovalo na internetu.

## Seznam písní
1. Forecast (Intro) – 1:12
2. Hate2LoveU – 3:13
3. Some Like It – 2:57
4. Make Me Believe – 3:22
5. Take Control – 3:42
6. Gotta Work – 3:10
7. Crush – 3:40
8. Crazy Wonderful – 3:49
9. That's What U R – 3:38
10. When Loving U Was Easy – 3:22
11. Paint Me Over – 4:14
12. Somebody up There – 4:46
13. All Roads – 3:08

### Bonusy
1. 1 Thing – 4:01
2. Losing U – 3:26

## Umístění ve světě
| Stát           | Umístění |
| -------------- | -------- |
| Japonsko       | 13       |
| Velká Británie | 17       |
| Evropa         | 56       |